# Vet'ma
La Vet'ma (in russo Ветьма?) è un fiume della Russia occidentale (Oblast' di Kaluga e di Brjansk), affluente di sinistra della Desna (bacino del Dnepr).
La sorgente del fiume si trova nel distretto Kujbyševskij, nella regione di Kaluga. Scorre principalmente in direzione sud-ovest. Il corso del fiume attraversa prevalentemente zone boschive, ad eccezione della parte alta, dove il fiume scorre attraverso in aperta campagna. La larghezza del fiume nel tratto medio è di 12-15 m, la profondità va da 1,5 a 3 m. Il fondo è prevalentemente sabbioso, le sponde sono composte da sabbia, gesso, marne argillose, sabbie scure con fosforiti e scisti argillosi. La lunghezza del fiume è di 112 km. L'area del bacino idrografico è di 1 456 km². Ha una portata media di 16 m³/s. Passa a sud dell'insediamento di tipo urbano di Bytoš' e sfocia nella Desna presso la città di Žukovka.